# Людовіт Желло
Людовіт Желло (словац. Ľudovít Žello; псевдонім Dolnozemský Slovák, *7 серпня 1809, Банська Бистриця, Банськобистрицький край, Словаччина — †21 листопада 1873, Кішкйорйош, Бач-Кішкун, Угорщина) — словацький поет епохи літературного відродження словаків в XIX столітті.

## Біографія
C 1829 був помічником учителя, потім учителем, ведучи викладання словацькою мовою, хоча спочатку не дуже знав її. Під впливом Яна Коллара, з яким Желло познайомився ще підлітком, і його поеми «Дочка Слави» почав писати вірші не тільки німецькою, а й словацькою. Желло був членом літературно-патріотичного товариства, заснованого в Пешті словацькими патріотами, і публікувався в молодих словацьких журналах та альманахах «Zora», «Kvéty», «Orol». Окремою книгою вийшла книга віршів, написана чеською («Basnè od Ludovjta Zella», 1842). Загальний характер поезії Желло — більш-менш вдале повторення тих же народно-патріотичних і панславістських мотивів, які він знайшов у Коллара.